# 599 Brygada Grenadierów
599 Brygada Grenadierów (niem. Grenadier Brigade 599 (russische)) – jednostka wojskowa Wehrmachtu złożona z Rosjan, Ukraińców i mieszkańców Kaukazu oraz Niemców pod koniec II wojny światowej.

## Historia
Brygada została utworzona pod koniec marca 1945 w okupowanej Danii rozkazem Oberkommando des Heeres (OKH) z 19 stycznia tego roku. Dowództwo objął gen. mjr Wilhelm von Henning. W jej skład weszły złożone z Rosjan, Ukraińców i mieszkańców Kaukazu bataliony Ostlegionen, a także inne "wschodnie" oddziały, jak Ukrainische Bau-Kompanie "Kraft", czy 5./(georgisches) Kraftfahrtransport-Regiment. 1 kwietnia brygada została taktycznie podporządkowana 166 Dywizji Piechoty, ochraniającej duńskie wybrzeże. Pod względem operacyjnym podlegała Dowództwu Oddziałów Ochotniczych OKH. Brygada nie wchodziła natomiast w skład Sił Zbrojnych Komitetu Wyzwolenia Narodów Rosji gen. Andrieja A. Własowa. Zadaniem brygady było szkolenie i uzupełnianie Osttruppen. W poł. kwietnia ze składu jednostki został wydzielony 714 Pułk Grenadierów, dowodzony przez płk. Igora K. Sacharowa, który został przekazany 1 Dywizji (600 Dywizji Piechoty) Sił Zbrojnych KONR. 11 kwietnia inspekcji oddziałów brygady dokonał gen. Georg Lindemann. Po kapitulacji Niemiec 8 maja, brygada została rozbrojona przez wojska alianckie 10 maja w rejonie Skern.

## Skład organizacyjny
- 1604 Pułk Grenadierów (od 24 lutego 714 Pułk Grenadierów) - d-ca płk Igor K. Sacharow,
- 1605 Pułk Grenadierów - d-ca mjr Ehlers,
- 1607 Pułk Grenadierów (kaukaski),
- 1599 Pułk Artylerii (niemiecki),
- 1599 Batalion Rozpoznawczy (rosyjski),
- 1599 Kompania Sztabowa (niemiecka),
- 1599 Kompania Przeciwpancerna (rosyjska),
- 1599 Kompania Łączności (rosyjska),
- 1599 Kompania Saperów (rosyjska).